# Inline-Skaterhockey-Bundesliga 2015
Die Saison 2015 ist die 20. Spielzeit der Inline-Skaterhockey-Bundesliga, in der zum 30. Mal ein Deutscher Meister ermittelt wird. Ausrichter ist die Sportkommission Inline-Skaterhockey Deutschland im Deutschen Rollsport und Inline-Verband. Deutscher Meister wurde zum ersten Mal der SHC Rockets Essen, der sich im Finale gegen Titelverteidiger HC Köln-West Rheinos durchgesetzt hat.

## Teilnehmer
| Klub                   | Standort    | Vorjahr                    | Play-offs                  |                            |
| ---------------------- | ----------- | -------------------------- | -------------------------- | -------------------------- |
| Berlin Buffalos        | Berlin      | Meister 2. Bundesliga Nord | Meister 2. Bundesliga Nord | Meister 2. Bundesliga Nord |
| Bissendorfer Panther   | Wedemark    | 7.                         | Viertelfinale              |                            |
| Crash Eagles Kaarst    | Kaarst      | 11.                        | -                          |                            |
| Duisburg Ducks         | Duisburg    | 8.                         | Halbfinale                 |                            |
| Düsseldorf Rams        | Düsseldorf  | Meister 2. Bundesliga Süd  | Meister 2. Bundesliga Süd  | Meister 2. Bundesliga Süd  |
| HC Köln-West Rheinos   | Köln        | 2.                         | Deutscher Meister          |                            |
| Highlander Lüdenscheid | Lüdenscheid | 4.                         | Viertelfinale              |                            |
| Rhein-Main Patriots    | Niddatal    | 10.                        | -                          |                            |
| Rockets Essen          | Essen       | 1.                         | Viertelfinale              |                            |
| Samurai Iserlohn       | Iserlohn    | 3.                         | Halbfinale                 |                            |
| TV Augsburg            | Augsburg    | 5.                         | Finale                     |                            |
| Uedesheim Chiefs       | Neuss       | 9.                         | -                          |                            |

## Modus
Die 1. Bundesliga geht mit zwölf Mannschaften an den Start. Jede Mannschaft trifft in Hin- und Rückspiel auf jede andere Mannschaft. Für einen Sieg in regulärer Spielzeit gibt es drei Punkte. Endet eine Partie nach 60 Minuten unentschieden, folgt umgehend ein Penaltyschießen. Für einen Sieg nach Penaltyschießen gibt es zwei Punkte, für eine Niederlage nach Penaltyschießen einen Punkt. Bei Punktgleichheit zum Ende der Hauptrunde entscheidet der direkte Vergleich über die Rangfolge. Die ersten acht Mannschaften erreichen die Play-offs. Die Mannschaften auf den Rängen neun und zehn haben sich sportlich für die nächste Spielzeit qualifiziert. Die Teams auf den Rängen elf und zwölf steigen direkt in die 2. Bundesliga ab. Der Sieger der Play-offs ist Deutscher Meister.

## Vorrunde
|     | Mannschaft             | Sp | G  | GP | U | VP | V  | Tore    | +/−  | P  |
| --- | ---------------------- | -- | -- | -- | - | -- | -- | ------- | ---- | -- |
| 1.  | SHC Rockets Essen      | 22 | 16 | 1  | 0 | 0  | 05 | 230:151 | +079 | 50 |
| 2.  | HC Köln-West Rheinos   | 22 | 16 | 0  | 0 | 0  | 06 | 178:126 | +052 | 48 |
| 3.  | Samurai Iserlohn       | 22 | 14 | 2  | 0 | 1  | 05 | 195:124 | +071 | 47 |
| 4.  | TV Augsburg            | 22 | 15 | 1  | 0 | 0  | 06 | 185:152 | +033 | 47 |
| 5.  | Duisburg Ducks         | 22 | 15 | 0  | 0 | 1  | 06 | 182:135 | +047 | 46 |
| 6.  | Highlander Lüdenscheid | 22 | 10 | 1  | 0 | 1  | 10 | 202:174 | +028 | 33 |
| 7.  | Bissendorfer Panther   | 22 | 10 | 0  | 0 | 1  | 11 | 145:145 | ±0   | 31 |
| 8.  | Düsseldorf Rams        | 22 | 08 | 1  | 0 | 1  | 12 | 153:160 | −07  | 27 |
| 9.  | Crash Eagles Kaarst    | 22 | 06 | 2  | 0 | 3  | 11 | 177:181 | −04  | 25 |
| 10. | Uedesheim Chiefs       | 22 | 05 | 1  | 0 | 0  | 16 | 137:251 | −104 | 17 |
| 11. | Rhein-Main Patriots    | 22 | 05 | 0  | 0 | 1  | 16 | 122:211 | −089 | 16 |
| 12. | Berlin Buffalos        | 22 | 02 | 1  | 0 | 1  | 18 | 125:231 | −106 | 09 |

Abkürzungen: Sp = Spiele, G = Siege, GP = Siege nach Penaltyschießen, U = Unentschieden, VP = Niederlage nach Penaltyschießen V = Niederlagen, P = Punkte

Erläuterungen:

## Play-offs
(Modus „Best-of-Three“)

### Play-off-Baum
| Viertelfinale | Viertelfinale          | Viertelfinale        |   |                      | Halbfinale | Halbfinale | Halbfinale |  |  | Finale | Finale | Finale |
|               |                        |                      |   |                      |            |            |            |  |  |        |        |        |
| 1             | SHC Rockets Essen      | 2                    |   |                      |            |            |            |  |  |        |        |        |
| 8             | Düsseldorf Rams        | 1                    |   |                      |            |            |            |  |  |        |        |        |
| 8             | Düsseldorf Rams        | 1                    | 1 | SHC Rockets Essen    | 2          |            |            |  |  |        |        |        |
|               |                        |                      | 1 | SHC Rockets Essen    | 2          |            |            |  |  |        |        |        |
|               | 4                      | TV Augsburg          | 0 |                      |            |            |            |  |  |        |        |        |
| 4             | 4                      | TV Augsburg          | 0 | TV Augsburg          | 2          |            |            |  |  |        |        |        |
| 4             |                        |                      |   | TV Augsburg          | 2          |            |            |  |  |        |        |        |
| 5             | Duisburg Ducks         | 0                    |   |                      |            |            |            |  |  |        |        |        |
| 5             | Duisburg Ducks         | 0                    | 1 | SHC Rockets Essen    | 2          |            |            |  |  |        |        |        |
|               |                        |                      |   | SHC Rockets Essen    | 2          |            |            |  |  |        |        |        |
|               | 2                      | HC Köln-West Rheinos | 1 |                      |            |            |            |  |  |        |        |        |
| 2             | 2                      | HC Köln-West Rheinos | 1 | HC Köln-West Rheinos | 2          |            |            |  |  |        |        |        |
| 2             |                        |                      |   | HC Köln-West Rheinos | 2          |            |            |  |  |        |        |        |
| 7             | Bissendorfer Panther   | 0                    |   |                      |            |            |            |  |  |        |        |        |
| 7             | Bissendorfer Panther   | 0                    | 2 | HC Köln-West Rheinos | 2          |            |            |  |  |        |        |        |
|               |                        |                      | 2 | HC Köln-West Rheinos | 2          |            |            |  |  |        |        |        |
|               | 3                      | Samurai Iserlohn     | 1 |                      |            |            |            |  |  |        |        |        |
| 3             | 3                      | Samurai Iserlohn     | 1 | Samurai Iserlohn     | 2          |            |            |  |  |        |        |        |
| 3             |                        |                      |   | Samurai Iserlohn     | 2          |            |            |  |  |        |        |        |
| 6             | Highlander Lüdenscheid | 0                    |   |                      |            |            |            |  |  |        |        |        |

### Viertelfinale
|                      |   |                        | Serie | 1    | 2    | 3    |
| -------------------- | - | ---------------------- | ----- | ---- | ---- | ---- |
| SHC Rockets Essen    | – | Düsseldorf Rams        | 2:1   | 13:3 | 8:9  | 13:7 |
| HC Köln-West Rheinos | – | Bissendorfer Panther   | 2:0   | 7:2  | 5:3  | -    |
| Samurai Iserlohn     | – | Highlander Lüdenscheid | 2:0   | 14:3 | 13:4 | -    |
| TV Augsburg          | – | Duisburg Ducks         | 2:0   | 9:6  | 7:4  | -    |

### Halbfinale
|                      |   |                  | Serie | 1     | 2    | 3   |
| -------------------- | - | ---------------- | ----- | ----- | ---- | --- |
| SHC Rockets Essen    | – | TV Augsburg      | 2:0   | 12:10 | 12:5 | -   |
| HC Köln-West Rheinos | – | Samurai Iserlohn | 2:1   | 6:4   | 5:8  | 8:7 |

### Finale
|                   |   |                      | Serie | 1         | 2   | 3    |
| ----------------- | - | -------------------- | ----- | --------- | --- | ---- |
| SHC Rockets Essen | – | HC Köln-West Rheinos | 2:1   | 9:5 n. V. | 5:7 | 11:1 |

## Aufsteiger
Aus der 2. Bundesliga steigen die TGW Kassel Wizards (Meister 2. Bundesliga Nord) und der IHC Atting (Meister 2. Bundesliga Süd) direkt in die 1. Bundesliga auf. Zum ersten Mal haben gemeinsame Play-offs der beiden Staffeln über den Aufstieg entschieden. Beide Teams haben ihre jeweiligen Halbfinalserien gewonnen; ein Zweitliga-Meister wurde im Anschluss nicht ermittelt.

## Pokalsieger
Im Endspiel um den Deutschen Inline-Skaterhockey-Pokal 2015 gewannen die Samurai Iserlohn am 26. September 2015 gegen die Rockets Essen in Assenheim mit 5:3.